# 罗斯季斯拉夫·弗拉赫
罗斯季斯拉夫·弗拉赫（捷克語：Rostislav Vlach，1962年7月23日—），捷克男子冰球运动员。他曾代表捷克斯洛伐克国家队参加1988年冬季奥林匹克运动会冰球比赛，获得第六名。